# Кассель, Карл Густав
Карл Густав Ка́ссель (швед. Karl Gustav Cassel; 20 октября 1866, Стокгольм — 15 января 1945, Йёнчёпинг) — шведский экономист, представитель Стокгольмской школы, автор закона Касселя, модели Вальраса — Касселя.

## Биография
Карл родился 20 октября 1866 года в Стокгольме.
В 1895 году получил докторскую степень по математике в Уппсальском университете. Благодаря фонду Лорена, в 1898 году прослушал курс лекции по экономике в Тюбингенском университете, затем семестр в Берлинском университете, в 1899 году обучался в Гёттингенском университете, в 1901—1902 годах обучался в Англии, в 1902 году вернулся в Швецию.
В 1904—1933 годах занимал пост профессора в Стокгольмском университете, в 1904—1919 годах был главным экспертом по налогообложению Министерства финансов Швеции, руководитель банковского комитета.
Меморандум Касселя о мировой валютной проблеме был издан Лигой Наций и представлен на международной финансовой конференции, проходившей в Брюсселе в 1920 году, его предложения были приняты рядом европейских стран в стабилизации своей валюты. Кассель был назначен почётным лектором Оксфордского университета на лекциях памяти Родоса на протяжении лета 1932 года.
Кассель умер 15 января 1945 года в Йёнчёпинге.
Карл Густав Кассель был женат на Ингеборге Мёллер (Ingeborg (Johanna) Björnson Möller) — дочери художников Нильса Мёллера и Жанетт Мёллер.

## Основной вклад в науку
Г. Кассель критикует все квази-кейнсианские предложения, такие как общественные работы, пособия по безработице и все формы дефицитного финансирования.
В выпущенной в 1918 году книге «Теория общественного хозяйства» Г. Кассель предложил модель общего экономического равновесия («модель Вальраса — Касселя»), которая в дальнейшем разрабатывалась в неовальрасианской теории общего равновесия в работах А. Вальда, Дж. фон Неймана, К. Эрроу, Дж. Дебрё, Т. Купманса и др.
Сопоставляя оптовые цены за период 1850—1910 годов с размерами золотого запаса, вывел закон Касселя, что экономическая стабильность в долгосрочном периоде обеспечивается ежегодным приростом капитала (которому пропорционален рост национального дохода) в размере 3 %, и на основе этой закономерности сформулировал денежную теорию экономического цикла.
Кассель после Первой мировой войны являлся теоретиком и экспертом по вопросам денежного обращения, энергично боролся за восстановление золотого стандарта. В двух меморандумах, написанных для Лиги Наций, обосновал теорию паритета покупательной способности.
Кассель выступал против концепции народонаселения Викселля, доказывая, что если в какой-либо стране рост населения обнаруживает тенденцию к снижению, то её опередят соседние государства.